# Fushë-Arrëz
Fushë-Arrëz (albanisch auch Fushë-Arrëzi) ist ein kleiner Ort in Nordalbanien mit rund 2000 Einwohnern. Es ist die zweitgrößte Ortschaft im ehemaligen Kreis Puka, einer der ärmsten Gegenden des Landes, respektive auf dem Weg durch die Berge Nordalbaniens zwischen Küstenebene und Kukës.
Die Stadt liegt ca. 40 Kilometer Luftlinie östlich der Stadt Shkodra an der Mündung des Perroi i madh in den Fan i madh. Auf  der Straße sind es doppelt so viele Kilometer. Die Umgebung ist gebirgig; Fushë-Arrëz liegt auf rund 600 m ü. A.
Bis 2015 war Fushë-Arrëz eine kleine Gemeinde mit 31,06 Quadratkilometern. Dann wurden die anderen Gemeinden im Osten des ehemaligen Kreises Puka – Blerim, Fierza, Iballa und Qafë Mal – eingemeindet. Diese bilden seither Njësitë administrative (Verwaltungseinheiten) der Bashkia Fushë-Arrëz. Die Gemeinde hat 4878 Einwohner (Volkszählung 2023). Zwölf Jahre zuvor lebten noch 7400 Einwohner (Volkszählung 2011) auf dem Gebiet der Gemeinde. Sie hat also in dieser Zeit einen Drittel der Bevölkerung verloren. Nach Kolonja ist sie die Gemeinde Albaniens mit der tiefsten Bevölkerungsdichte.
| Name        | Einwohner 2023 | Einwohner 2011 |
| ----------- | -------------- | -------------- |
| Blerim      | 579            | 913            |
| Fierza      | 686            | 1302           |
| Fushë-Arrëz | 2221           | 2513           |
| Iballa      | 577            | 1129           |
| Qafë Mal    | 815            | 1548           |
| Total       | 4878           | 7405           |

Das Kupferbergwerk von Fushë-Arrëz, einst der wichtigste Arbeitgeber vor Ort, stand nach 1997 lange still. Zurzeit ist es unter türkischer Leitung aber wieder in Betrieb. Ansonsten wird in der Umgebung noch Forstwirtschaft betrieben.

Eine alte Straße, die SH5, verbindet die Stadt über die Qafa e Malit mit Kukës und dem Kosovo sowie nach Westen mit der Kreishauptstadt Puka und weiter mit dem nordalbanischen Zentrum Shkodra. Seit dem Bau der neuen Autobahn A1 von Rrëshen nach Kukës im Jahr 2010 umgeht der gesamte Verkehr von Mittelalbanien in den Kosovo die Stadt. 